# Landeryds församling
Landeryds församling är en församling i Linköpings stift inom Svenska kyrkan. Församlingen ingår i Linköpings domkyrkopastorat och ligger i Linköpings kommun i Östergötlands län. 
Församlingen har två kyrkor, Landeryds kyrka och Sankt Hans kyrka, en församlingsgård; Hackeforsgården och ett församlingshem; Landeryds församlingshem. 
Landeryds församling angränsar till Vists församling, Åkerbo församling, Berga församling, Johannelunds församling och Tannefors församling.

## Administrativ historik
Församlingen har medeltida ursprung.
Församlingen utgjorde till 1 maj 1925 ett eget pastorat och var från den tidpunkten till 1962 moderförsamling i pastoratet Landeryd och Vårdsberg. Från 1962 till 2014 utgjorde församlingen åter ett eget pastorat. Från 2014 ingår församlingen i Linköpings pastorat, 2015 namnändrat till Linköpings domkyrkopastorat.
Församlingen var under medeltiden ett kapitelprebende med namnet Anuntiationis. År 1526 blev församlingen prebende åt rektorn i Linköping, vilket upphörde den 24 juni 1579. Från 1660 var församlingen prebende åt teologie lektorn vid Linköpings gymnasium, vilket upphörde den 11 juni 1909. Från 1 maj 1910 blev det ett konsistoriellt pastorat och vakanssattes.

## Kyrkor
I Landeryds församling finns det två kyrkor och en församlingsgård. 
- Landeryds kyrka invigdes under 1100-talet. Nuvarande kyrkobyggnad från år 1753. Den är belägen strax utanför Linköping.
- Sankt Hans kyrka invigdes år 1973. Den är belägen i stadsdelen Ekholmen i Linköping.
- Hackeforsgården byggdes år 1980. Kapellet finns sedan år 2008. Den är belägen i stadsdelen Hackefors i Linköping.

## Series pastorum
Lista över kyrkoherdar i församlingen. Prästbostaden Hageby låg vid Hjulsbro. I Landeryds kyrka finns tavlor med Series pastorum över kyrko- och församlingsherdar i församlingen. 

### Kyrkoherdar
| Ämbetstid | Namn                               | Levnadstid | Övrigt                                                                         |
| --------- | ---------------------------------- | ---------- | ------------------------------------------------------------------------------ |
| 1454      | Gerhardus Lassan                   |            | Även kantor i Linköping.                                                       |
| 1507-1510 | Andreas Gadh                       | -1510      | Även kanik i Linköping.                                                        |
| 1516      | Nicolaus                           |            | Även kanik i Linköping.                                                        |
| 1526      | Anders Haguini                     |            | Även rektor vid Katedralskolan i Linköping.                                    |
|           | Magnus Laurentii                   |            | Senare domprost i Linköpings församling.                                       |
| 1533      | Nicolaus Botuidi                   |            | Senare kyrkoherde i Sankt Olofs församling, Norrköping.                        |
| 1544      | Petrus Caroli                      | 1510-1587  | Senare biskop i Linköpings stift.                                              |
| 1558-1569 | Petrus Ragvaldi                    |            | Även skolmästare i Linköping.                                                  |
| 1570      | Johannes Uddonis                   |            | Även skolmästare i Linköping.                                                  |
| 1571      | Magnus Olavi (Gevaliensis, Buræus) |            | Senare kyrkoherde i Sankt Laurentii församling, Söderköping.                   |
| 1574      | Christophorus                      |            | Även skolmästare i Linköping                                                   |
| 1579-1596 | Sveno Jonæ                         | -1596      |                                                                                |
| 1596-1634 | Nicolaus Hemmingi                  | -1634      | Prost.                                                                         |
| 1635-1643 | Jonas Benedicti Kylander           | -1643      |                                                                                |
| 1644-1658 | Johannes Claudii Wagnerus          | 1593-1658  |                                                                                |
| 1660-1670 | Andreas Petri Ajalinus             | -1670      | Även förste teologie lektor i Linköping.                                       |
| 1671-1673 | Petrus Simonius Löfgren            | 1627-1691  | Senare domprost i Linköpings församling.                                       |
| 1673-1674 | Simon Gråsten                      | 1619–1690  | Senare kyrkoherde i Kuddby församling.                                         |
| 1674-1686 | Zacharias Reuserus                 | 1634-1694  | Senare kyrkoherde i Vreta klosters församling.                                 |
| 1686–1692 | Ericus Duræus                      | 1641–1717  | Senare kyrkoherde i Kuddby församling.                                         |
| 1693      | Olavus Langelius                   | 1648-1716  | Senare domprost i Linköpings församling.                                       |
| 1693–1695 | Christiernus Johannis Norström     | 1640–1708  | Senare kyrkoherde i Eksjö stadsförsamling.                                     |
| 1695–1712 | Simon Löfgren                      | 1661–1723  | Senare kyrkoherde i Sankt Laurentii församling, Söderköping.                   |
| 1715-1718 | Sveno Laurelius                    | 1667-1743  | Senare kyrkoherde i Risinge församling.                                        |
| 1718–1722 | Laurentius Drysenius               | 1671–1722  | Även andre teologi lektor i Linköping.                                         |
| 1723-1737 | Petrus Millberg                    | 1675-1737  | Även andre teologi lektor i Linköping.                                         |
| 1737–1738 | Carl Echman                        | 1686–1749  | Senare kyrkoherde i Sankt Laurentii församling, Söderköping.                   |
| 1739-1742 | Johan Sparschuch                   | 1699-1781  | Senare domprost i Linköpings församling.                                       |
| 1742-1777 | Pehr Schenberg                     | 1701-1777  | Även förste teologie lektor i Linköping.                                       |
| 1777-1797 | Magnus Fröling                     | 1727-1797  | Även förste teologie lektor i Linköping.                                       |
| 1798-1810 | Samuel Gustaf Harlingson           | 1740–1810  | Även historielektor i Linköping.                                               |
| 1810–1817 | Johannes Danielsson Wallman        | 1753–1823  | Senare kyrkoherde i Vallerstads församling.                                    |
| 1817      | Marcus Wallenberg                  | 1774-1833  | Senare biskop i Linköpings stift.                                              |
| 1821      | Gabriel Arehn                      |            | Även matematiklektor i Linköping.                                              |
| 1835–1846 | Lars Laurenius                     | 1792–1866  | Senare domprost i Linköpings församling.                                       |
| 1846–1858 | Carl Magnus Joachim Petrelli       | 1806–1889  | Senare kyrkoherde i Sankt Laurentii församling, Söderköping.                   |
| 1859      | Carl Alfred Cornelius              | 1828-1893  | Senare biskop i Linköpings stift.                                              |
| 1861–1877 | Axel Broman                        | 1825-1909  | Senare kyrkoherde i Skärkinds församling.                                      |
| 1876      | Carl Olof Möller                   | 1841-1903  | Även teologie lektor i Linköping. Senare kyrkoherde i Foss församling.         |
| 1884      | Adolf von Engeström                | 1849-1913  | Även teologie lektor i Linköping. Senare domprost i Kalmar domkyrkoförsamling. |
| 1909-1910 | Nils Jacobsson                     | 1873-1950  | Även teologie lektor i Linköping.                                              |
| 1923      | Nils Cnattingius                   | 1866-1940  | Tillförordnad kyrkoherde från 1911                                             |
| 1939      | Erik Wastesson                     | 1893-1970  |                                                                                |
| 1960      | Georg Coldemo                      | 1904-1973  |                                                                                |
| 1968-1979 | Sture Tisell                       | 1918-1979  |                                                                                |
| 1979–1993 | Eber Thomasson                     | 1928–2011  | [ 6 ]                                                                          |
| 1993–1999 | Lars Hedberg                       |            |                                                                                |
| 1999–2007 | Björn Frennesson                   |            |                                                                                |

### Församlingsherdar
Sedan Landeryds församling ingår i Linköpings domkyrkopastorat, leds församlingen av en församlingsherde, istället för kyrkoherde. 
| Ämbetstid | Namn             | Övrigt                                                                       |
| --------- | ---------------- | ---------------------------------------------------------------------------- |
| 2007-2014 | Lói Stefánsson   | Den siste som hade titeln kyrkoherde, innan titeln församlingsherde ersatte. |
| 2015-2019 | Henrik Kristing  |                                                                              |
| 2019-2023 | Annika Johansson |                                                                              |
| 2023-     | Lisa Kjellgren   |                                                                              |

### Komministrar
Lista över komministrar i församlingen. Prästbostaden låg vid Landeryds kyrka.
| Ämbetstid | Namn                   | Levnadstid | Övrigt                                           |
| --------- | ---------------------- | ---------- | ------------------------------------------------ |
| 1628      | Olaus Olai Forsilius   |            | Senare hospitalspredikant i Linköping.           |
| 1661–1665 | Andreas Ausenius       | 1634–1681  | Senare kyrkoherde i Varvs församling.            |
| 1665–1672 | Canutus Orelius        | 1630–1710  | Senare kyrkoherde i Tåby församling.             |
| 1673      | Petrus Nicolai Björn   |            | Senare komminister i Kuddby församling.          |
| 1683–1695 | Petrus Tollstadius     | 1651–1717  | Senare kyrkoherde i Kullerstads församling.      |
| 1695-1705 | Benedictus Berzelius   | 1654-1710  | Senare hospitalspredikant i Linköping.           |
| 1706      | Johannes Rydbom        |            | Senare kyrkoherde i Ukna församling.             |
| 1719–1729 | Henricus Rulin         | 1691–1759  | Senare kyrkoherde i Lönneberga församling.       |
| 1729      | Ericus Isberg          |            | Senare kyrkoherde i Vireda församling.           |
| 1743      | Daniel Wahlén          |            | Senare kyrkoherde i Virserums församling.        |
| 1757–1776 | Petrus Magni Runberg   | 1717–1802  | Senare kyrkoherde i Västra Tollstads församling. |
| 1777-1787 | Samuel Hagman          | 1742-1787  |                                                  |
| 1788      | Johan Adolph Sondén    |            | Senare kyrkoherde i Regna församling.            |
| 1810      | Anders Israel Rosinius |            | Senare komminister i Vårdsbergs församling.      |
| 1814-1822 | Marcus Wallenberg      | 1781-1822  |                                                  |
| 1822      | Johan Nils Lindståhl   |            | Senare kyrkoherde i Östra Ny församling.         |
| 1828      | Göran Gideon Calén     |            | Senare komminister i Slaka församling.           |
| 1844–1856 | Anders Forssén         | 1799–1858  | Senare kyrkoherde i Östra Stenby församling.     |
| 1856      | Israel Marström        |            | Senare kyrkoherde i Borgs församling.            |
| 1870      | Anders Tollén          |            | Senare kyrkoherde i Gammalkils församling.       |
| 1883      | Johan Axel Hallberg    |            | Senare kyrkoherde i Flisby församling.           |
| 1890      | Frans Oscar Odahl      |            | Senare kyrkoherde i Kuddby församling.           |
| 1905      | Nils Cnattingius       | 1866-1940  | Senare kyrkoherde i församlingen.                |

## Klockare och organister
| Verksam   | Namn                   | Levnadstid | Övrigt                      |
| --------- | ---------------------- | ---------- | --------------------------- |
| 1705-1726 | Peter Brunman          | 1684-1726  | Klockare                    |
| 1702-1706 | Samuel                 |            | Organist                    |
| 1709      | Johan Törnbom          |            | Organist                    |
| 1720-1727 | Anders Andersson       | 1681-1727  | Organist                    |
| 1739-1748 | Elias Häggbom          | 1695-      | Klockare                    |
| 1748-1761 | Nils Håkansson         | 1700-1761  | Klockare                    |
| 1762-1788 | Jonas Rylin            | 1724-1788  | Klockare                    |
| 1728-1767 | Peter Christoffersson  | 1707-1778  | Organist                    |
| 1767-1795 | Jonas Weselius         | 1745-1795  | Organist och klockare 1788. |
| 1796-1842 | Anders Magnus Weselius | 1773-1842  | Organist och klockare       |
| 1844-1895 | Gustaf Törnwall        | 1821-1896  | Organist och skollärare     |
| 1895-1919 | Herman Pettersson      | 1854-1924  | Organist                    |
| 1920-1955 | Georg Rosén            | 1890-      | Organist och klockare       |
| 1955-     | Eric Alinder           |            | Organist                    |

## Bildgalleri

### Församlingens kyrkor

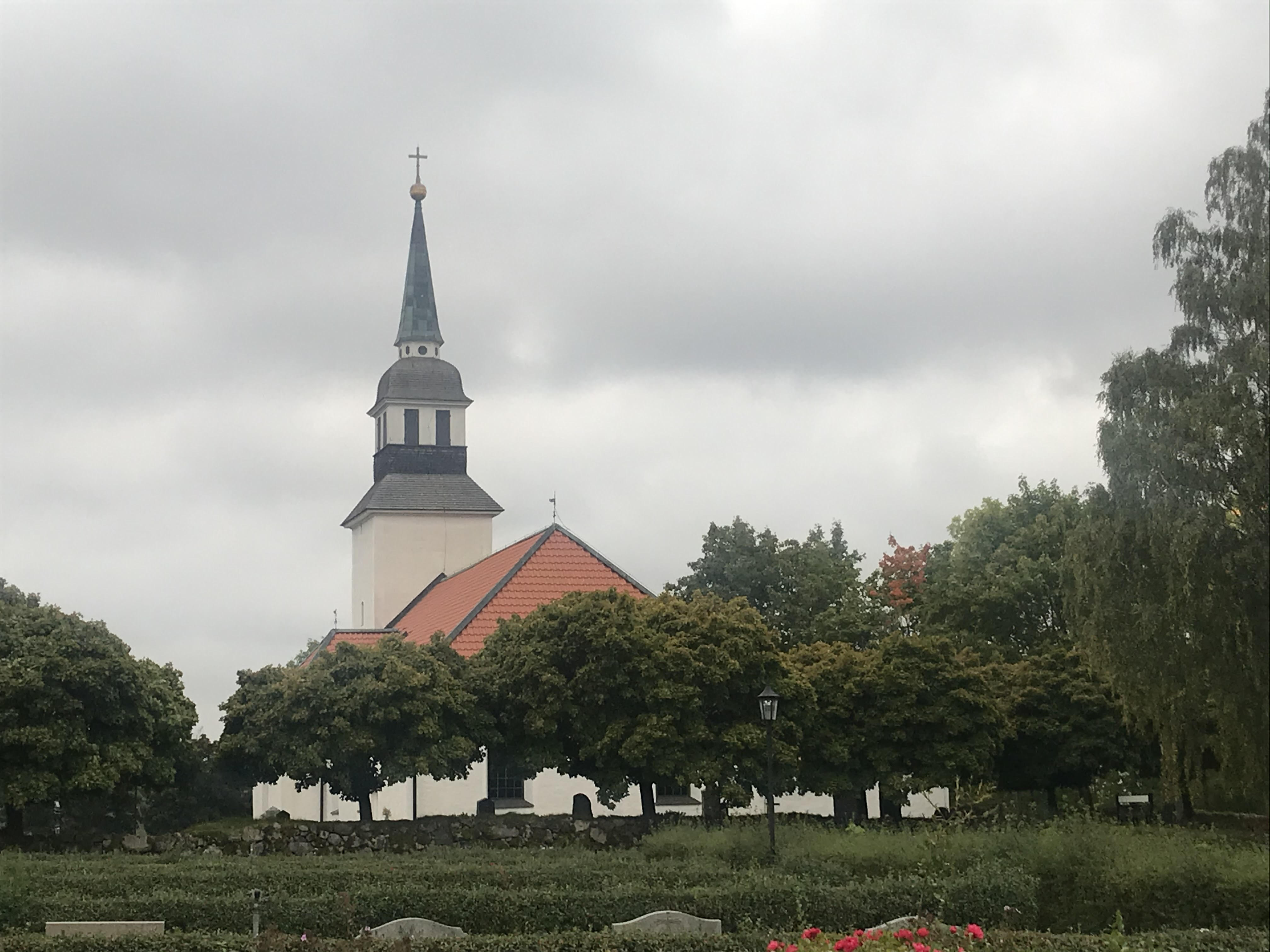
Landeryds kyrka.
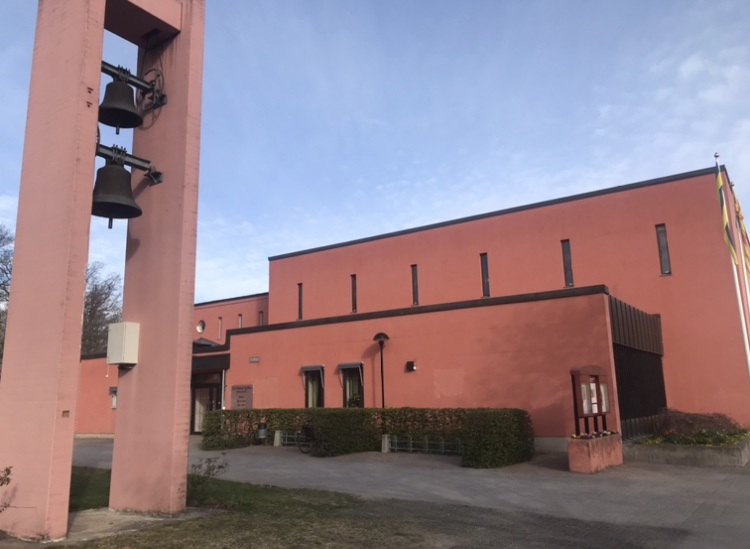
Sankt Hans kyrka.
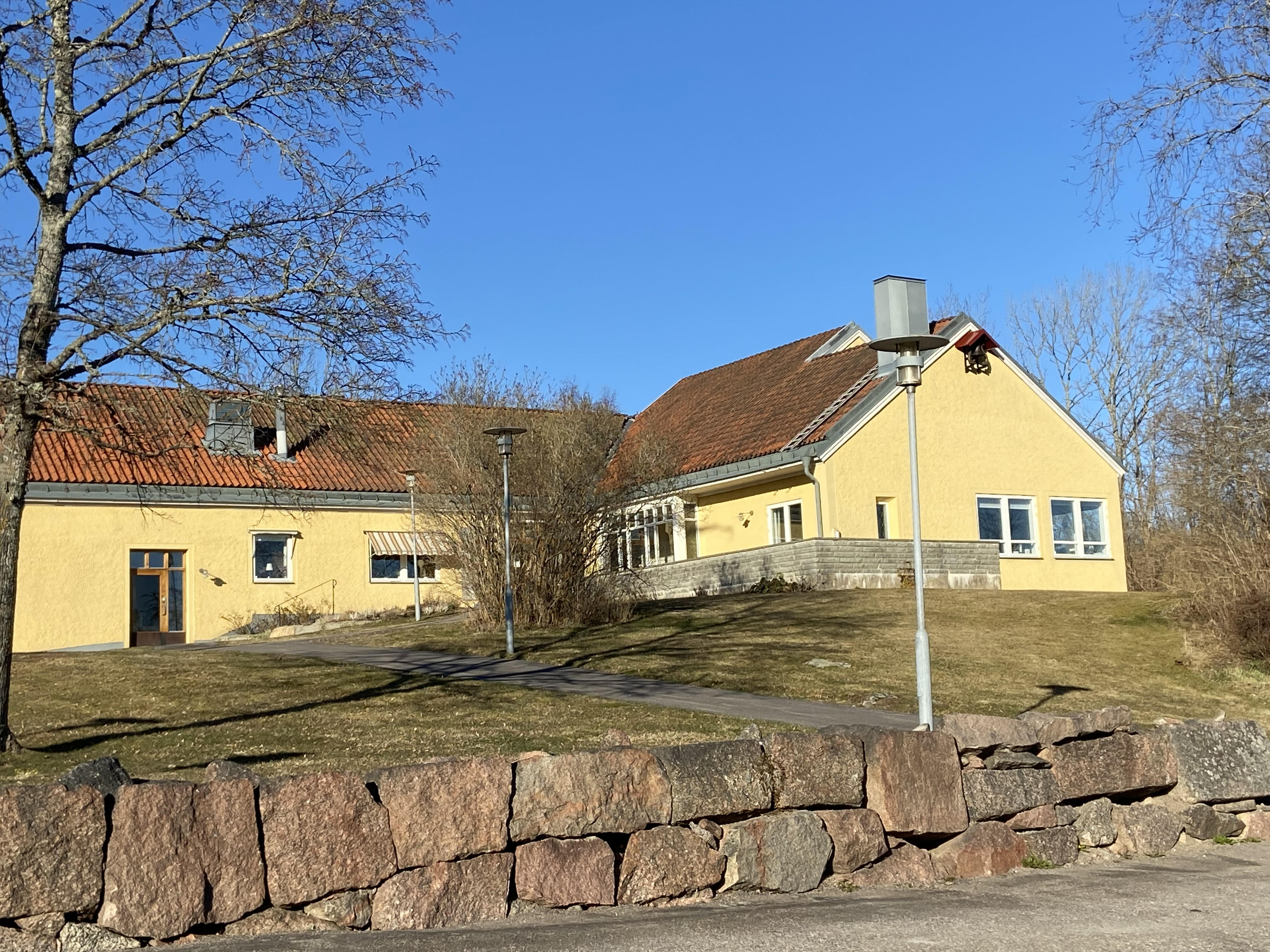
Hackeforsgården

### Övriga bilder

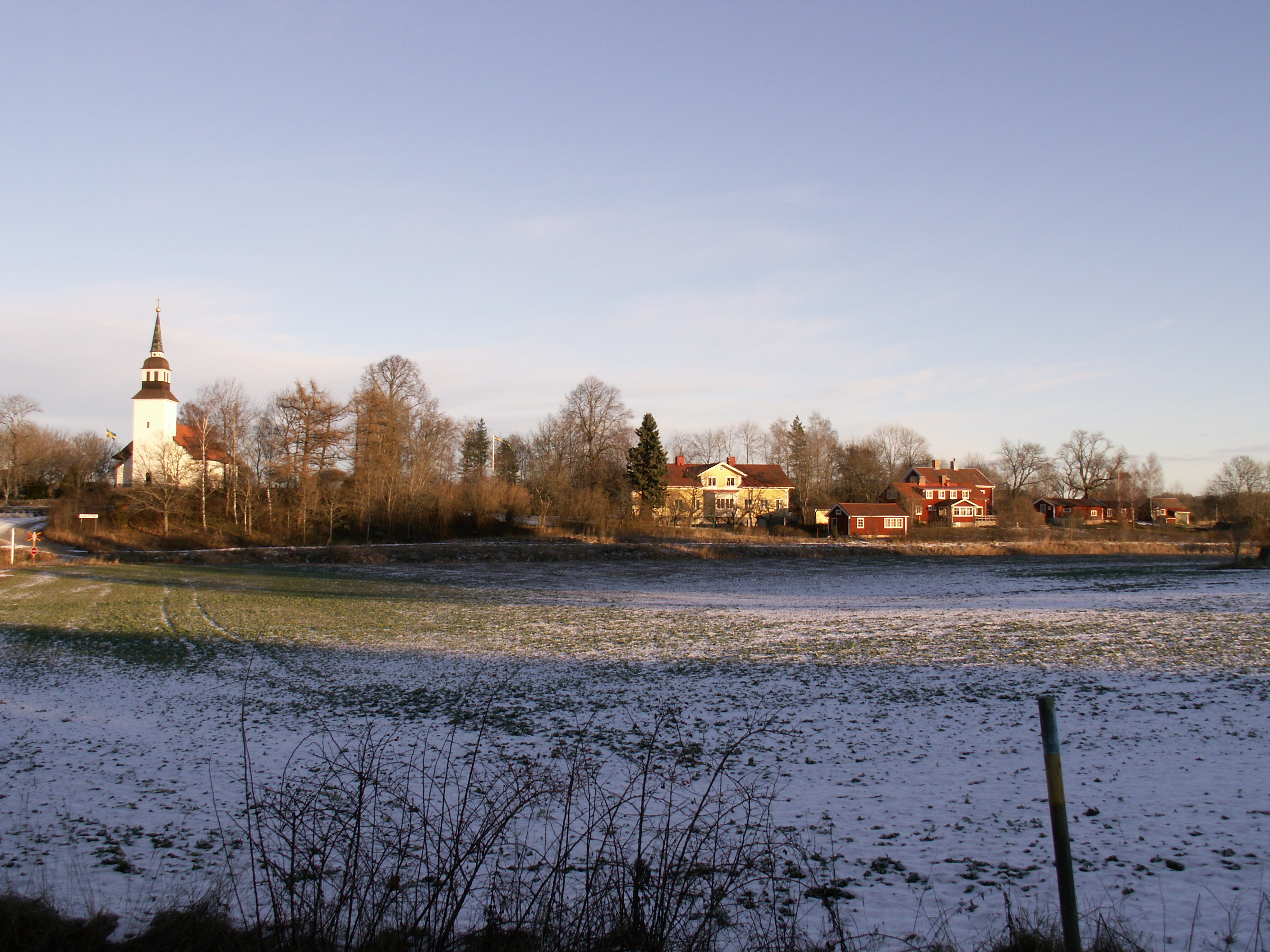
Landeryds kyrka, med tillhörande församlingshem till höger.
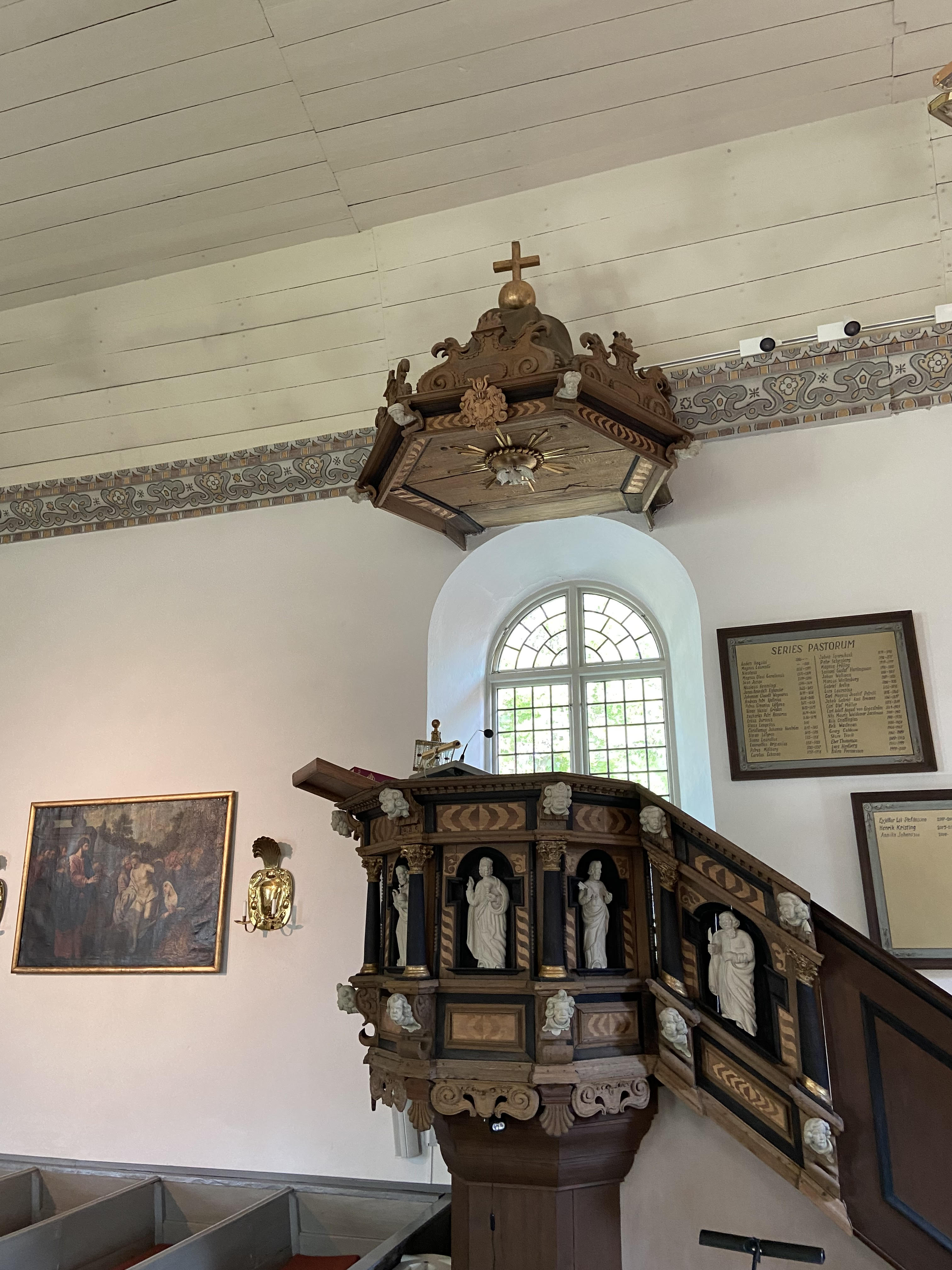
Predikstolen i Landeryds kyrka med församlingens "Series Pastorum" till höger.